# Поль, Александр Николаевич

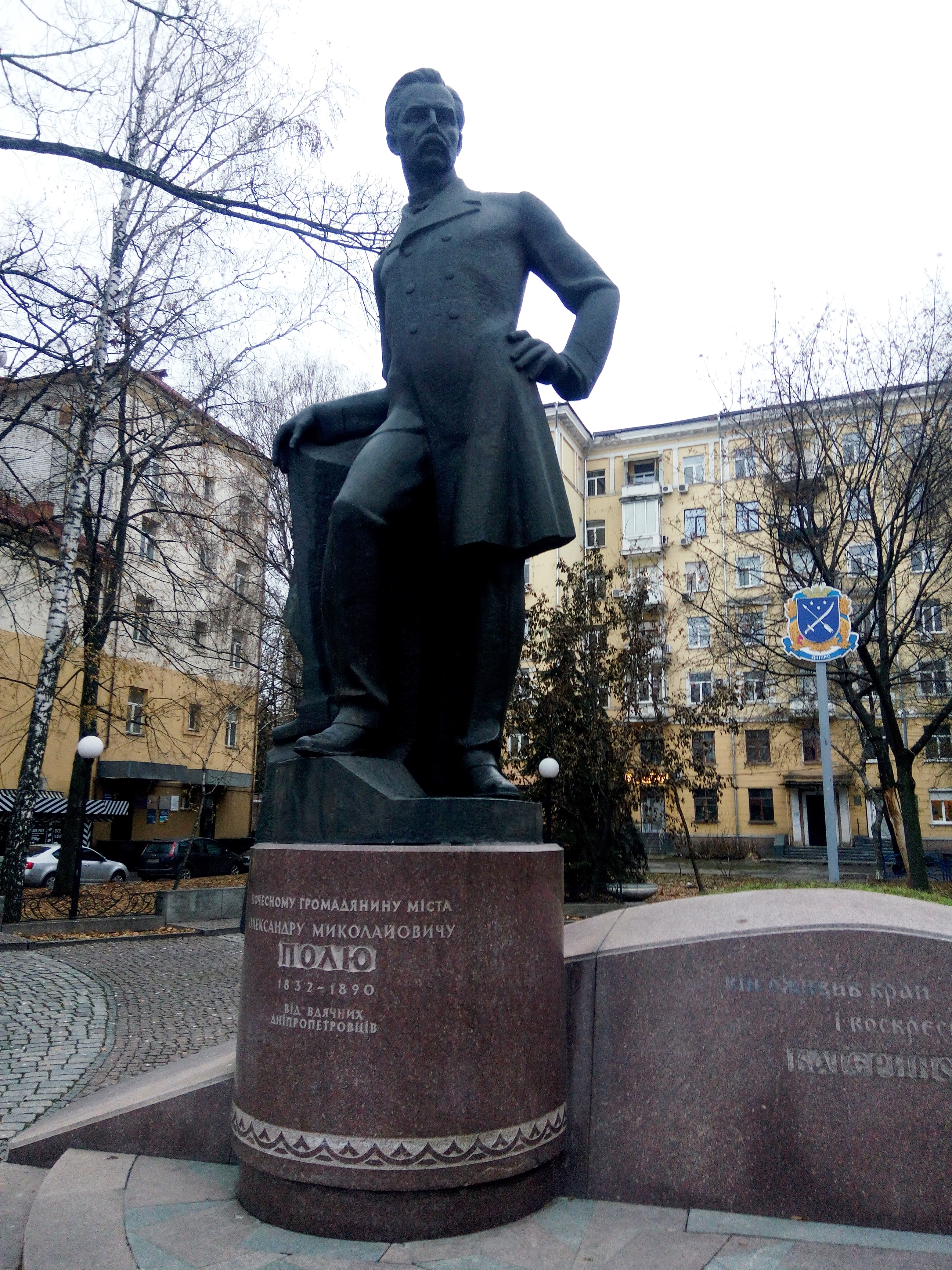
Памятник в Днепре

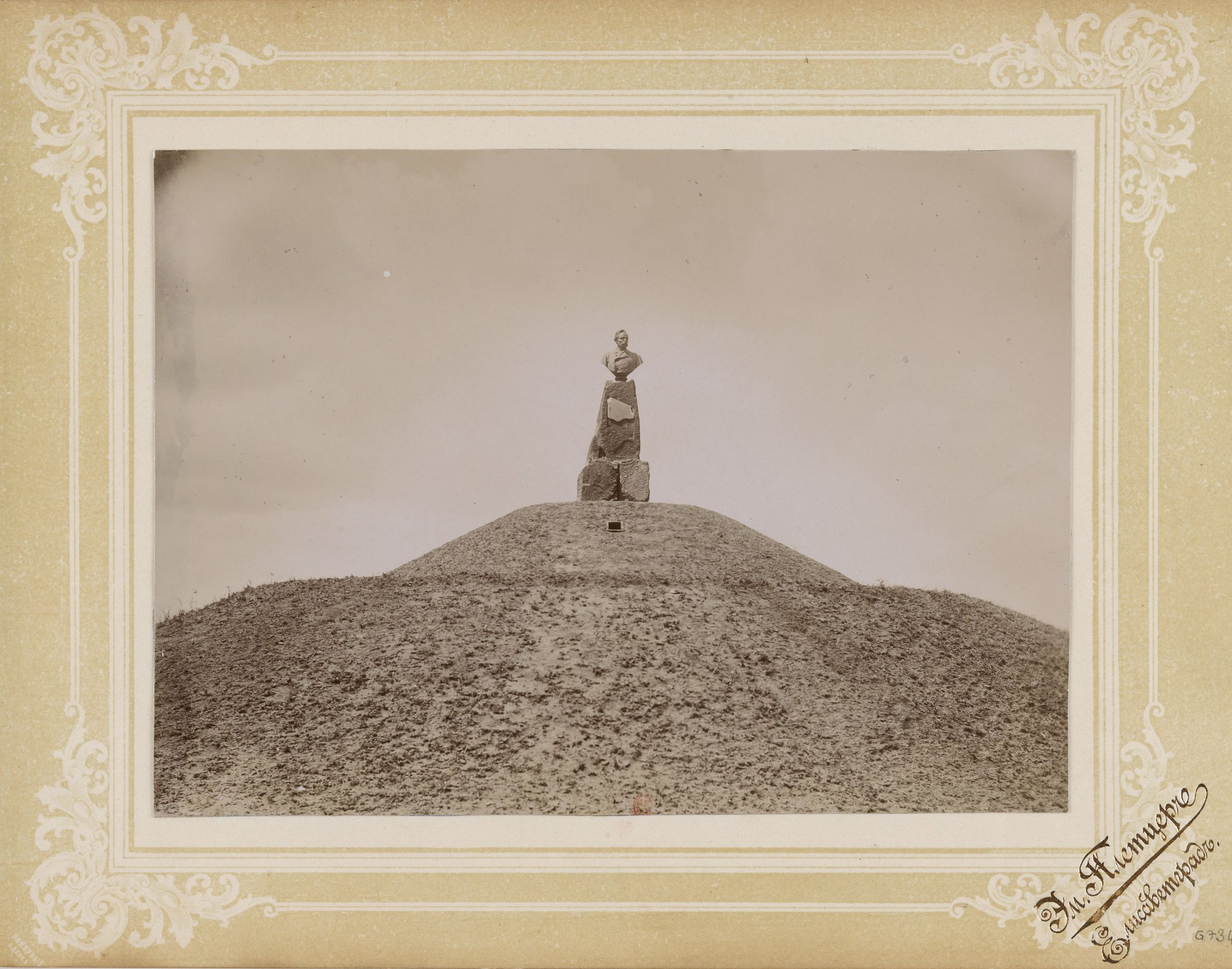
Памятник-бюст возле Гданцевского чугунолитейного завода

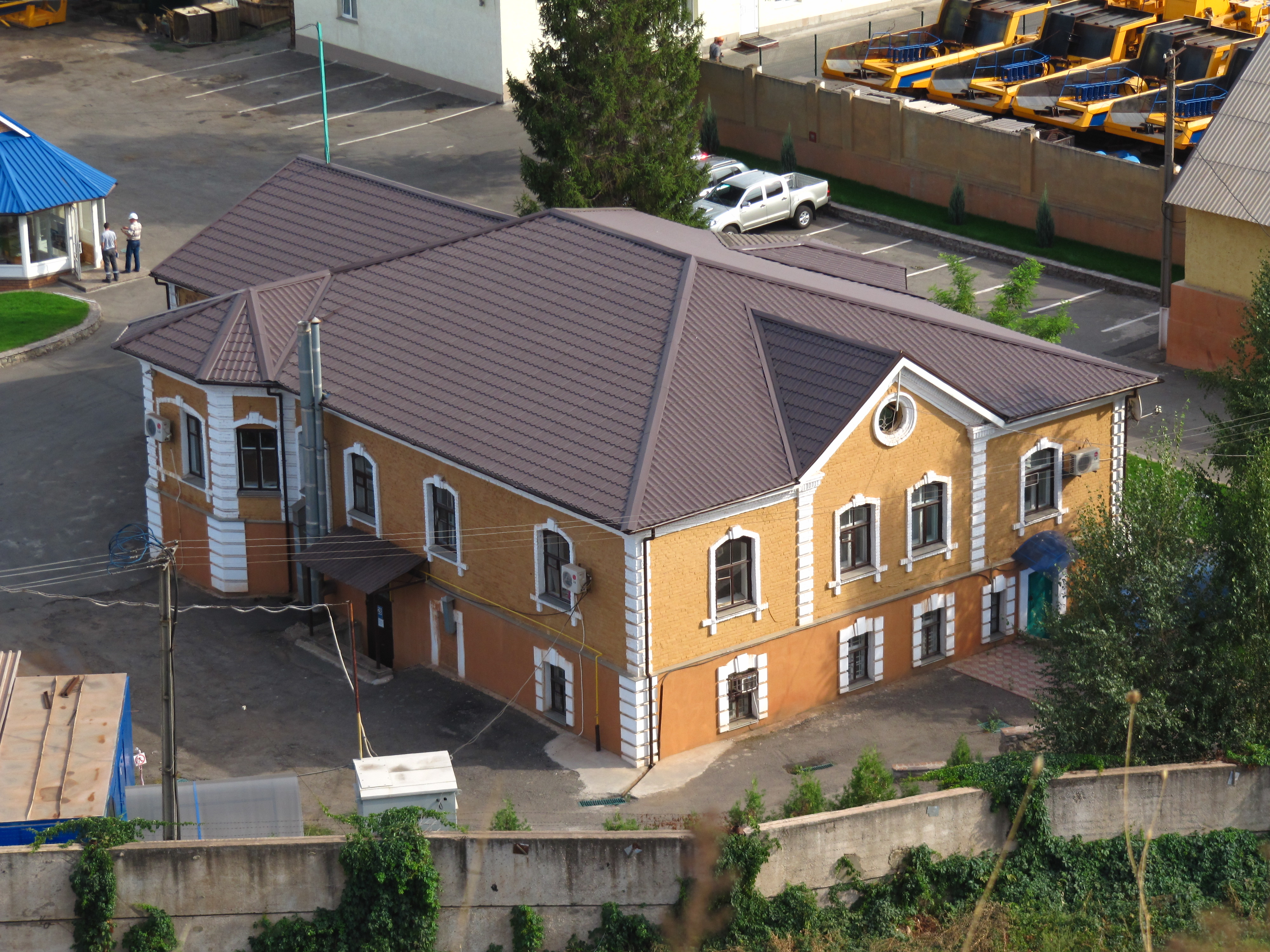
Имение в Кривом Роге

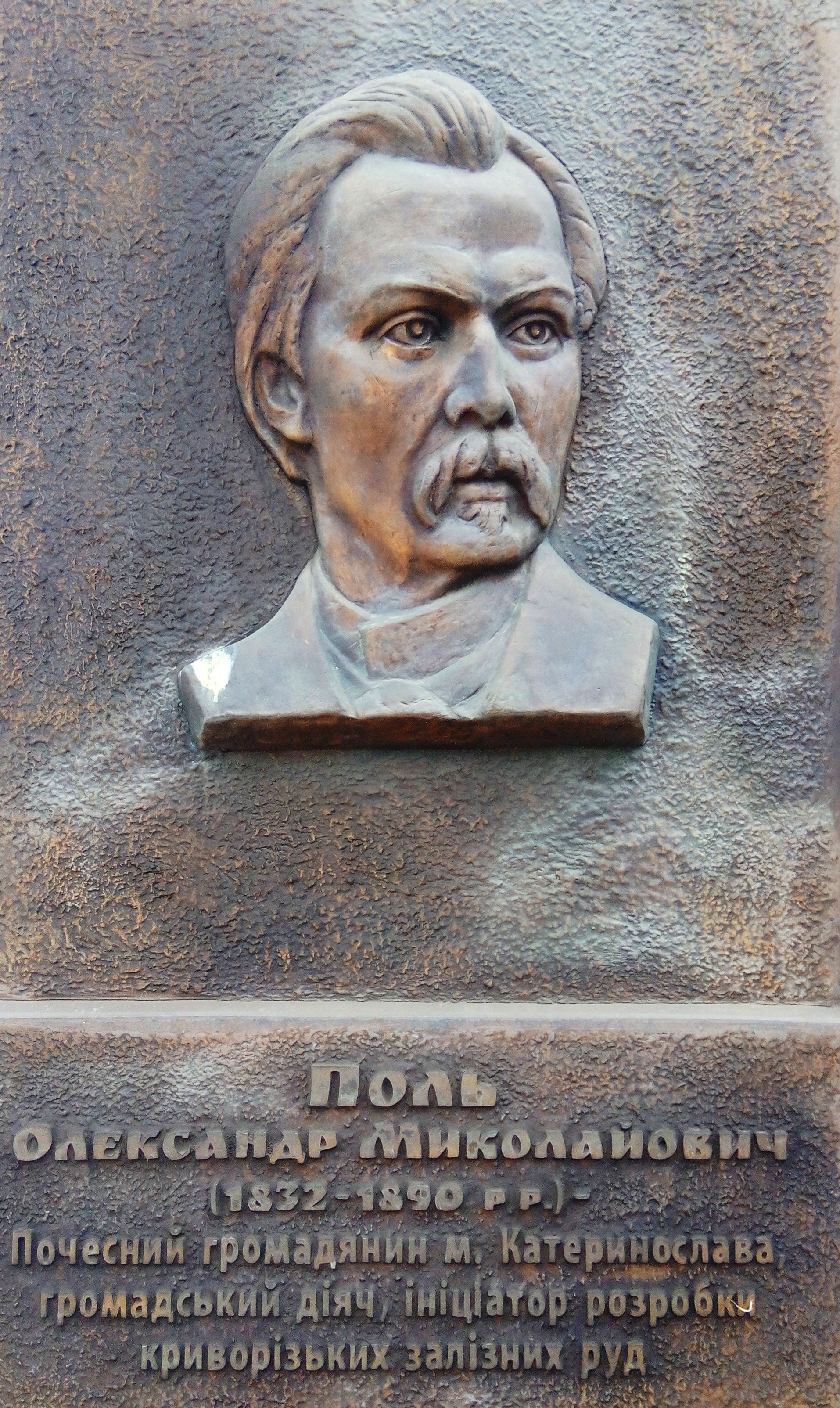
Бронзовый барельеф на площади 80-летия Днепропетровщины

Алекса́ндр Никола́евич Поль (20 августа [1 сентября] 1832, Полевское, Екатеринославская губерния — 26 июля [7 августа] 1890, Екатеринослав) — российский дворянин, предприниматель, археолог, общественный деятель. Первый почётный гражданин города Екатеринослава.

## Биография
Родился 20 августа (1 сентября) 1832 года в селе Малоалександровке Верхнеднепровского уезда Екатеринославской губернии (ныне в Верхнеднепровском районе Днепропетровской области Украины) в семье подпоручика Николая Ивановича Поля и Анны Павловны (урождённой Полетики, праправнучки гетмана Павла Полуботка).
В 1850 году окончил Полтавскую губернскую гимназию. В 1854 году окончил юридический факультет Дерптского (ныне — Тартуского) императорского университета.
В 1858—1861 годах участвовал во внедрении крестьянской реформы в Екатеринославской губернии. С 1866 года входил в состав Екатеринославского губернского земского собрания. В 1868—1869 годах участвовал в введении судебной реформы в Екатеринославской губернии.
Летом 1866 года в Дубовой балке под Кривым Рогом обнаружил залежи железной руды и отправил в Горный департамент её образцы. В 1873 году по просьбе Поля здесь проводил исследование немецкий горный инженер Лео Штриппельманн. В результате этих исследований на средства Поля в Лейпциге и Петербурге была издана (в переводе) книга «Южно-русские месторождения магнитных железных руд и железного блеска в Екатеринославской (Верхнеднепровской) и Херсонской губерниях» (автор Штриппельманн).
В начале 1872 года вместе с князем Кочубеем начал разработку аспидного сланца, месторождение которого находилось на расстоянии 6 километров от Кривого Рога в селе Покровском. Это месторождение было известно ещё с казацких времён и славилось качественным материалом, который использовали для покрытия крыш и настила полов. Зимой того же года осуществил поездку по горнорудным районам Франции, Италии, Швейцарии, Германии. В Горной академии Фрайберга по просьбе и на средства Поля проведены исследования образцов криворожской руды. С лета 1872 года по осень 1873 года по инициативе и на средства Александра Николаевича немецкие специалисты исследовали месторождения железных руд Криворожья, определили их масштабы, возможность практического использования.
В июне 1873 года взял в аренду на 30 лет 18,6 тысяч десятин непригодных для сельского хозяйства, но богатых на железную руду земель. В том же году в районе Дубовой балки начал возводить собственную усадьбу. В 1875 году срок аренды был продлён ещё на 55 лет.
В 1873—1875 годах взял в аренду богатые железной рудой криворожские земли с целью их дальнейшего промышленного использования. Неоднократно обращался к министру государственного имущества (1876, 1877) с просьбой содействовать в создании акционерной компании, которая бы занималась эксплуатацией минеральных богатств Кривого Рога. Однако, не получив помощи от правительства, не смог начать промышленную добычу руды на Криворожье и в 1880 году отдал права на аренду новосозданной французской компании «Общество железных руд Кривого Рога». Сам Поль был крупным акционером этой компании.
22 апреля 1875 года утверждён проект Криворогской железной дороги, соединяющей Криворожье с Донбассом (не реализован из-за войны 1877—1878 годов). 22 декабря 1880 года в Париже создано Анонимное общество Криворожских железных руд с уставным капиталом 5 млн франков. Главными акционерами стали Александр Поль и французские капиталисты. 5 мая 1881 года российское правительство утвердило устав и разрешило деятельность Французского (Парижского) общества «Железные руды Кривого Рога».
В 1881 году, при покупке, было проведено межевание 500 десятин удобной и неудобной земли из дачи сельца Покровскаго (современное Покровское), владения дворянина Льва Шмакова, из которых 450 десятин заложено Херсонскому банку и 50  десятин незаложенных, поступили во владение титулярного советника Александра Поля, которые были переданы им в качестве оплаты его доли (пая) Французскому обществу и на которых был вскрыт для добычи Саксаганский пласт железной руды (Саксаганский рудник) Криворожья.
18 мая 1884 года состоялось открытие Екатерининской железной дороги от станции Ясиноватая через Екатеринослав и Кривой Рог до станции Долинская.
Также Александр Поль занимался археологической деятельностью — в 1872 году участвовал в археологическом съезде в Петербурге, в 1884 году — в Одессе, где демонстрировал предметы древности из собственной коллекции. В 1887 году на базе своей коллекции создал частный археологический музей в Екатеринославе. Большую часть коллекции составляло собрания предметов, связанных с историей Запорожской Сечи. Большинство предметов запорожской старины нашёл во время археологических раскопок или приобрёл путём покупки. Ареал находок можно очертить пределами Екатеринославской и Киевской губерний: с. Волосское, с. Диёвка, с. Звонецкое, г. Канев, г. Екатеринослав, с. Игрень, с. Капуловка, г. Никополь, г. Новомосковск, с. Старые Кодаки, о. Хортица.
В 1889 году Французское общество приступило к строительству первой доменной печи на Гданцевском чугунолитейном заводе. В том же году впервые за время существования общества «Железные руды Кривого Рога» прибыль составила более 7 %, акционерам выплатили по 5 % дивидендов.
Умер 26 июля 1890 года от "разрыва сердца" по тогдашней медицинской терминологии (сердечный приступ). Похоронен на Севастопольском кладбище в Екатеринославе.

## Труды
- Поль А. Н. Археологические поиски / Записки Императорского Одесского общества истории и древностей. — Одесса: 1872. — Т. 8. — С. 439—442.
- Поль А. Н. Мишурин Рог / Записки Императорского Одесского общества истории и древностей. — Одесса: 1872 — Т. 8. — С. 434—438.

## Награды
- Орден Святого Станислава II степени (15 июня 1883) — «Государем императором по представлению Министерства финансов на поприще полезной деятельности в отечественной промышленности почётный мировой судья, титулярный советник Александр Поль награждён Орденом Святого Станислава II степени»;
- Почётный гражданин города Екатеринослава (12 ноября 1887).

## Память
- Ещё при жизни Александра Поля в Дубовой Балке (территория современного Кривого Рога) ему был установлен бронзовый бюст с надписью «малороссийскому Колумбу»[2]. Однако, через два года после установки бюст украли и памятник более не восстанавливался.[2]
- 17 июля 1891 года возле Гданцевского чугунолитейного завода был установлен бронзовый бюст Александру Полю[3] в присутствии директора Горного департамента. Автор — скульптор Эдуардс. Бюст был установлен на монолите криворожской руды, имевшей в основе местный кварцит и построен на средства Общества криворожских железных руд, которое первым начало разработку местных железных руд. Надпись на постаменте гласила: «Полезной деятельности А. Н. Поля в Кривом Роге 1870—1890 от акционерного Общества Криворожских железных руд»[4];
- 19 декабря 1996 года открыт памятник-бюст Полю в старой части Кривого Рога;
- Бюст Александра Поля работы скульптора Козловского (1997) находится в экспозиции Криворожского историко-краеведческого музея;
- Памятник Александру Полю в городе Днепре;
- Улица Поля в Покровском районе Кривого Рога;
- Улица Александра Поля в Центрально-Городском районе Кривого Рога;
- В 2016 году именем назван проспект в Днепре (ранее Кирова).
- Имение в Дубовой Балке (Кривой Рог, улица Дышинского, вблизи шахты «Большевик») сегодня принадлежит различным фирмам, только несколько комнат отведены под музей[5].